# غوان شياو تونغ
غوان شياو تونغ (بالصينية: 关晓彤) و (بالإنجليزية: Guan Xiaotong)‏ من مواليد 17 سبتمبر 1998 هي ممثلة صينية ومعروفة بأدوارها في أفلام الأذن اليسرى [الإنجليزية] والظل والمسلسل التلفزيوني لتكون رجلا أفضل [الإنجليزية].

## وصلات خارجية
- غوان شياو تونغ على موقع IMDb (الإنجليزية)
- غوان شياو تونغ على موقع ميوزك برينز (الإنجليزية)
- غوان شياو تونغ على موقع أول موفي (الإنجليزية)
- غوان شياو تونغ على موقع ديسكوغز (الإنجليزية)
- غوان شياو تونغ على موقع قاعدة بيانات الفيلم (الإنجليزية)